# Conservazione del catasto fabbricati
La conservazione del catasto fabbricati in Italia, indica l'insieme delle operazioni avente come scopo l'aggiornamento costante dei documenti catastali in relazione alle variazioni relative ai possessori (variazioni soggettive o mutazioni) e allo stato dei beni (variazioni oggettive).

## Variazioni soggettive o mutazioni
Sono quelle che comportano il trasferimento di un'unità immobiliare urbana da una ditta ad un'altra, conseguente ad atti traslativi o a denunce di successione e per esse vale l'obbligo di presentare la domanda di voltura.

## Variazioni oggettive

### Denuncia di variazione
Esse possono avvenire per i seguenti principali motivi:
- Variazione planimetrica per frazionamento, fusione, ampliamento, demolizione totale o parziale;
- Variazione della destinazione ad esempio da casa ad ufficio.

### Dichiarazione di immobili urbani di nuova costruzione
Essa deve essere per obbligo presentata in catasto dal possessore immediatamente dopo l'ultimazione dei lavori o finitura di una nuova costruzione.
Gli atti necessari per l'accatastamento di immobili di nuova costruzione sono:
- L'elaborato planimetrico che è un disegno su carta e costituisce la chiave di lettura della subalternazione delle unità immobiliari urbane eseguita dal professionista, è necessario quando ci si trova in presenza di parti a comune;
- Il modello 1NB  che è costituito da due distinte schede: la parte I che riporta oltre all'ubicazione del fabbricato  e ai riferimenti catastali sia del C.T. che del C.E.U. la ditta da iscrivere nel catasto urbano edifici e tutta una serie di dati riguardanti il fabbricato nel suo complesso e la parte II che va prodotta in tanti esemplari quante le unità immobiliari da dichiarare e per ciascuna riporta il numero subalterno di identificazione, la ditta da iscrivere al C.E.U. e tutta una serie di dati riguardanti l'unità;
- Il modello 2NB anch'esso è diviso in due parti e serve per la dichiarazione di tutti gli immobili a destinazione speciale o particolare. Nella parte I vanno dichiarate le notizie di carattere generale relative all'azienda e quelle relative alla consistenza totale delle strutture, e nella parte II che va prodotta in tanti esemplari quanti sono i manufatti  riporta per ciascuno di essi le caratteristiche costruttive, il tipo di copertura…;
- La scheda planimetrica deve definire compiutamente la rappresentazione grafica delle singole unità immobiliari dichiarate, e va prodotta una per ogni unità. La scala di rappresentazione è 1:200 per le unità a destinazione ordinaria e di 1:500 per le unità a destinazione speciale o particolare. Essa deve contenere tutti i particolari costruttivi, burocratici e legali necessari;
- Il modello D1  è un foglio di partita e va compilato con l'indicazione del comune, del nome e dei dati degli intestati con la precisazione della natura e delle quote di possesso.